# British Academy Film Awards 1953
Die 6. Verleihung der British Academy Film Awards zeichnete die besten Filme von 1952 aus.
| Film                             | N | A |
| -------------------------------- | - | - |
| Mandy                            | 6 | 0 |
| Der unbekannte Feind             | 5 | 3 |
| Denn sie sollen getröstet werden | 3 | 1 |
| Endstation Sehnsucht             | 2 | 1 |
| Goldhelm                         | 2 | 1 |
| Rampenlicht                      | 2 | 1 |
| Viva Zapata!                     | 2 | 1 |
| African Queen                    | 2 | 0 |
| Angels One Five                  | 2 | 0 |
| Carrie                           | 2 | 0 |
| Das Wunder von Mailand           | 2 | 0 |
| Der Strom                        | 2 | 0 |
| Der Tod eines Handlungsreisenden | 2 | 0 |
| Der Verdammte der Inseln         | 2 | 0 |
| Die Vergessenen                  | 2 | 0 |

## Preisträger und Nominierungen

### Bester Film
Der unbekannte Feind (The Sound Barrier) – Regie: David Lean
African Queen (The African Queen) – Regie: John Huston
Angels One Five – Regie: George More O’Ferrall
The Boy Kumasenu – Regie: Sean Graham
Carrie – Regie: William Wyler
Denn sie sollen getröstet werden (Cry, the Beloved Country) – Regie: Zoltan Korda
Du sollst mein Glücksstern sein (Singin’ in the Rain) – Regie: Stanley Donen und Gene Kelly
Endstation Sehnsucht (A Streetcar Named Desire) – Regie: Elia Kazan
Goldhelm (Casque d'or) – Regie: Jacques Becker
Mandy – Regie: Alexander Mackendrick und Fred F. Sears
Rampenlicht (Limelight) – Regie: Charlie Chaplin
Rashomon – Das Lustwäldchen (Rashômon) – Regie: Akira Kurosawa
Der Strom (The River) – Regie: Jean Renoir
Der Tod eines Handlungsreisenden (Death of a Salesman) – Regie: László Benedek
Der Verdammte der Inseln (The Outcast of the Islands) – Regie: Carol Reed
Die Vergessenen (Los Olvidados) – Regie: Luis Buñuel
Viva Zapata! – Regie: Elia Kazan
Das Wunder von Mailand (Miracolo a Milano) – Regie: Vittorio De Sica

### Bester britischer Film
Der unbekannte Feind (The Sound Barrier) – Regie: David Lean
Angels One Five – Regie: George More O’Ferrall
Denn sie sollen getröstet werden (Cry, the Beloved Country) – Regie: Zoltan Korda
Mandy – Regie: Alexander Mackendrick und Fred F. Sears
Der Strom (The River) – Regie: Jean Renoir
Der Verdammte der Inseln (The Outcast of the Islands) – Regie: Carol Reed

### United Nations Award
Denn sie sollen getröstet werden (Cry, the Beloved Country) – Regie: Zoltan Korda
Neighbours – Regie: Norman McLaren
Die Vergessenen (Los Olvidados) – Regie: Luis Buñuel

### Bester ausländischer Darsteller
Marlon Brando – Viva Zapata!
Humphrey Bogart – African Queen (The African Queen)
Pierre Fresnay – Gott braucht Menschen (Dieu a besoin des hommes)
Francesco Golisano – Das Wunder von Mailand (Miracolo a Milano)
Fredric March – Der Tod eines Handlungsreisenden (Death of a Salesman)

### Beste ausländische Darstellerin
Simone Signoret – Goldhelm (Casque d'or) 
Edwige Feuillère – Olivia
Katharine Hepburn – Pat und Mike (Pat and Mike)
Judy Holliday – Happy-End ... und was kommt dann? (The Marrying Kind)
Nicole Stéphane – Die schrecklichen Kinder (Les Enfants terribles)

### Bester britischer Darsteller
Ralph Richardson – Der unbekannte Feind (The Sound Barrier) 
Jack Hawkins – Mandy
James Hayter – Mr. Pickwick (Pickwick Papers)
Laurence Olivier – Carrie
Nigel Patrick – Der unbekannte Feind (The Sound Barrier)
Alastair Sim – Folly to Be Wise

### Beste britische Darstellerin
Vivien Leigh – Endstation Sehnsucht (A Streetcar Named Desire) 
Phyllis Calvert – Mandy
Celia Johnson – I Believe in You
Ann Todd – Der unbekannte Feind (The Sound Barrier)

### Bester/beste Nachwuchsdarsteller/-in
Claire Bloom – Rampenlicht (Limelight) 
Dorothy Alison – Mandy
Mandy Miller – Mandy
Dorothy Tutin – Ernst sein ist alles (The Importance of Being Earnest)

### Bester Dokumentarfilm
Royal Journey – Regie: David Bairstow, Roger Blais und Gudrun Parker
Erde, die große Unbekannte (Nature’s Half Acre) – Regie: James Algar
Fishermen of Negombo – Regie: Unbekannt
Highlights of Farnborough 1952 – Regie: Peter de Normanville
Journey Into History – Regie: Alexander Shaw, John Taylor
Le Mans 1952 – Regie: Bill Mason
Ocean Terminal – Regie: J. B. Holmes
The Open Window – Regie: Unbekannt
Opera School – Regie: Gudrun Parker
Rig 20 – Regie: David Villiers, Ronald H. Riley
The Streamlined Pig (Den strømlinede gris) – Regie: Jørgen Roos

### Bester Film (Spezialpreis)
Animated Genesis – Regie: Peter Foldes und Joan Foldes
The Angry Boy – Regie: Alexander Hammid
Balance 1950 – Regie: Peter Sachs
The Basic Principles of Lubrication – Regie: Richard F. Tambling
Body – Regie: Unbekannt
The Carlsen Story – Regie: Unbekannt
Demonstrations In Perception – Regie: Unbekannt
The Machining of Metals – Regie: Lionel Cole
The Moon – Regie: Unbekannt
Organisation Of The Human – Regie: Unbekannt
A Phantasy – Regie: Norman McLaren
To the Rescue – Regie: Jacques B. Brunius und Ronald Weyman
Stanlow Story – Regie: Douglas Clarke